# Clara Stauffer
Clara Stauffer Loewe (c. 1904-1984), coneguda també com a Clarita Stauffer, fou una dona espanyola, destacada militant de la Sección Femenina de la Falange Espanyola de les JONS.

## Biografia
La seva família, d'origen alemany, s'havia instal·lat a Espanya per negocis. El seu pare, que era químic i cerveser de professió, treballà per a l'empresa Mahou. En el pla personal era una gran amant de l'esport, en natació aconseguiria el primer lloc de la competició femenina de la cruïlla nedant de la llacuna de Peñalara (Sierra de Guadarrama) el 1931, a més participà en tornejos de escacs i practicà esquí. Era Amiga de Pilar Primo de Rivera, fou membre de la Sección Femenina de Falange. Durant la Guerra Civil espanyola, Primo de Rivera la posà al capdavant de l' Oficina de Premsa i Propaganda de la Sección Femenina.
Des de la seva joventut fou una entusiasta simpatitzant nazi (Partit Nacional Socialista dels Treballadors Alemanys), i de fet en les parets del seu despatx tenia els retrats de Adolf Hitler i Benito Mussolini al costat dels de Francisco Franco i José Antonio Primo de Rivera. Stauffer, que viatjaria a mitjans de 1943 a la Alemanya nazi al costat de Pilar Primo de Rivera, durant i després de la Segona Guerra Mundial, participà en les xarxes d'ocultació i refugi de perseguits nazis conegudes com a Ratlines. fou l'única dona que figurà a la llista dels 104 reclamats en 1947 pel Consell de Control Aliat al ministre d'Afers Exteriors d'Espanya, a Alberto Martín Artajo, i llurs extradicions fou rebutjada pel règim de Franco.
Morí a Madrid el 4 d'octubre de 1984, amb 80 anys.